# محاكم التفتيش في العصور الوسطى

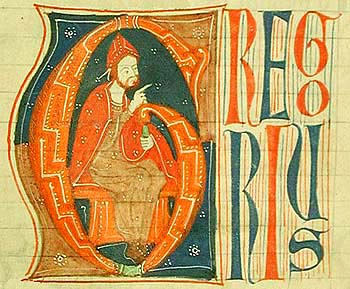
البابا غريغوري التاسع من وثيقة قروسطية.

تُعدّ محاكم التفتيش في العصور الوسطى (بالإنجليزية: Medieval Inquisition) عبارة عن سلسلة من محاكم التفتيش (هيئات الكنيسة الكاثوليكية المكلفة بقمع الهرطقة) من حوالي عام 1184، بما في ذلك محاكم التفتيش الأسقفية (1184-1230) وبعد ذلك محاكم التفتيش البابوية (1230). تأسست محاكم التفتيش في العصور الوسطى استجابةً للحركات التي تعتبر مرتدة أو هرطقة للكاثوليكية الرومانية، ولا سيما الكاثارية والولدينيسية في جنوب فرنسا وشمال إيطاليا. تُعتبر هذه الحركات الأولى للعديد من محاكم التفتيش التي تبعتها لاحقًا.
تمت ملاحظة الكاثار لأول مرة في أربعينيات القرن الحادي عشر في جنوب فرنسا، والولدينيسيون حوالي عام 1170 في شمال إيطاليا. قبل هذه الفترة، غالبًا ما تحدى الزنادقة الأفراد مثل بطرس برويس الكنيسة. ومع ذلك، اعتبرت الكاثارية أول حركة جماهيرية في الألفية الثانية التي شكلت تهديدًا خطيرًا لسلطة الكنيسة. تغطي هذه المقالة محاكم التفتيش المبكرة فقط، وليس محاكم التفتيش الرومانية في القرن السادس عشر فصاعدًا أو الظاهرة المختلفة إلى حد ما لمحاكم التفتيش الإسبانية في أواخر القرن الخامس عشر، والتي كانت تحت سيطرة الملكية الإسبانية تحت إشراف رجال الدين المحليين. اتبعت محاكم التفتيش البرتغالية في القرن السادس عشر ومختلف الفروع الاستعمارية النمط ذاته.

## التاريخ
تُعدّ محاكم التفتيش عملية تم تطويرها للتحقيق في الحالات المزعومة للجرائم. لم يكن استخدامها في المحاكم الكنسية موجهًا في البداية إلى مسائل الهرطقة، بل من أجل مجموعة واسعة من الجرائم مثل الزواج السري والزواج المتعدد.
عرّف المؤرخ الفرنسي جان بابتيست غيرو (1866-1953) محاكم التفتيش في العصور الوسطى بأنها «... نظام الوسائل القمعية، وبعضها مؤقت والبعض الآخر من النوع الروحي، الذي تصدره في الوقت نفسه السلطات الكنسية والمدنية من أجل حماية العقيدة الدينية والنظام الاجتماعي، اللذين تهددهما المذاهب اللاهوتية والاجتماعية للهرطقة».
عرّف أسقف لينكولن، روبرت جروسيتيست، الهرطقة بأنها «رأي تم اختياره من خلال التصور البشري إذ تم إنشاؤه بواسطة العقل البشري، والذي تم تأسيسه على الأسفار المقدسة، على عكس تعاليم الكنيسة، وأعلن عنه بشكل صريح ودوفع عنه بعناد». كان الخطأ في الالتزام العنيد بدلًا من الخطأ الديني، والذي يمكن تصحيحه؛ وبالرجوع إلى الكتاب المقدس، يستبعد جروسيتيست اليهود والمسلمين وغيرهم من غير المسيحيين من تعريف الهراطقة.
ثمّة أنواع عديدة مختلفة من محاكم التفتيش تبعًا للموقع والأساليب؛ وقد صنفهم المؤرخون عمومًا في محاكم التفتيش الأسقفية ومحاكم التفتيش البابوية. كانت جميع محاكم التفتيش الرئيسية في العصور الوسطى لامركزية، وعملت كل محكمة بشكل مستقل. استندت السلطة إلى المسؤولين المحليين بناءً على مبادئ توجيهية من الكرسي الرسولي، لكن لم تكن هناك سلطة مركزية أعلى تدير محاكم التفتيش، مثلما هو الحال في محاكم التفتيش بعد العصور الوسطى.
اتبعت محاكم العصور الوسطى المُبكرة عمومًا عملية تسمى الاتهام، والتي تستند إلى حد كبير إلى الممارسات الجرمانية. في هذا الإجراء، يوجه الفرد اتهامًا ضد شخص ما إلى المحكمة. ومع ذلك، إذا حكم على المشتبه به بالبراءة، يواجه المتهمون عقوبات قانونية لتوجيه تُهم كاذبة. وقد أدى ذلك إلى تثبيط توجيه أي اتهام ما لم يكن المتهمون متأكدين من الفعل. في وقت لاحق، كان شرط الحد الأدنى هو إنشاء بابليكا فاما للمتهم، أي حقيقة أن الشخص يُعتقد على نطاق واسع أنه مذنب بارتكاب الجريمة المتهم بها.
بحلول القرن الثاني عشر وأوائل القرن الثالث عشر، طرأ تحول بعيدًا عن نموذج الاتهام نحو الإجراءات القانونية المستخدمة في الإمبراطورية الرومانية. بدلًا من توجيه اتهامات إلى فرد بناءً على معرفة مباشرة، أصبح القضاة يتولون دور الادعاء بناءً على المعلومات التي تم جمعها. وبموجب إجراءات التحقيق، يثبت الجرم أو البراءة من خلال التحقيق (التفتيش) الذي يجريه القاضي في تفاصيل القضية.